# Taxithelium chloropterum
Taxithelium chloropterum là một loài Rêu trong họ Sematophyllaceae. Loài này được (Müll. Hal.) Renauld & Cardot miêu tả khoa học đầu tiên năm 1901.